# Moncef Bouden
Pour les articles homonymes, voir Bouden.
Moncef Bouden est un homme politique tunisien. Il est brièvement secrétaire d'État auprès du ministre des Finances tunisien, Ridha Chalghoum, chargé de la Fiscalité en janvier 2011.